# Semiprimtal
Semiprimtal eller 2-næsten-primtal er et tal med kun to primtalsfaktorer. De første semi-primtal hvor primtalsfaktorerne er forskelige er:
6, 10, 14, 15, 21, 22, 26, 33, 34, 35, 38, 39, 46, 51, 55, 57, 58, 62, 65, 69, 74, 77, ... følge A006881 i OEIS
Hvis kravet ikke er så strengt at faktorerne skal være forskellige er de første semiprimtal:
4, 6, 9, 10, 14, 15, 21, 22, 25, 26, 33, 34, 35, 38, 39, 46, 49, 51, 55, 57, 58, 62, 65, 69, 74, 77, ... følge A001358 i OEIS
Under 1000 findes 299 semiprimtal, alle semiprimtal er defektive tal, undtagen 6, som er et fuldkomment tal.

## Ekstern henvisning
- Semiprime -- from Wolfram MathWorld